# 天乃屋
株式会社天乃屋（あまのや、英: AMANOYA Co., Ltd.）は、東京都武蔵村山市に本社を置く製菓会社。歌舞伎揚で知られる。

## 沿革
- 1951年08月 - 創業者の齊藤龍雄が東京都新宿区にて甘納豆の卸売を始める。
- 1953年07月 - 東京都世田谷区に有限会社天乃屋設立。
- 1960年09月 - 歌舞伎揚を開発。
- 1969年11月 - 東京都武蔵村山市に東京工場開設。株式会社天乃屋に社名変更。
- 1972年10月 - 岩手県水沢市（現・奥州市）に岩手工場開設（のちに移転）。
- 1976年11月 - 福島県矢吹町に福島工場開設。
- 1996年09月 - 本社を武蔵村山市に移転。
- 2007年03月 - 栃木県那須町に釜飯レストラン「瑞夢庵」開店。
- 2015年10月 - 釜飯レストラン「瑞夢庵」の2階レストラン部分を閉店。
- 2020年02月 - 福島県矢吹町に旧来の福島工場を移転し、矢吹工場として稼働[1]。昭和51年（1976年）に操業を開始した福島工場から約2.5キロメートルと至近。従業員の通勤を最優先した。投資金額は68億円。敷地面積4万9,775平方メートル（約1万5千坪）、延べ床面積1万3,794平方メートル（1部2階建て、4,180坪）で、福島工場の2倍近い規模になる。

## 商品
- 歌舞伎揚（かぶきあげ）

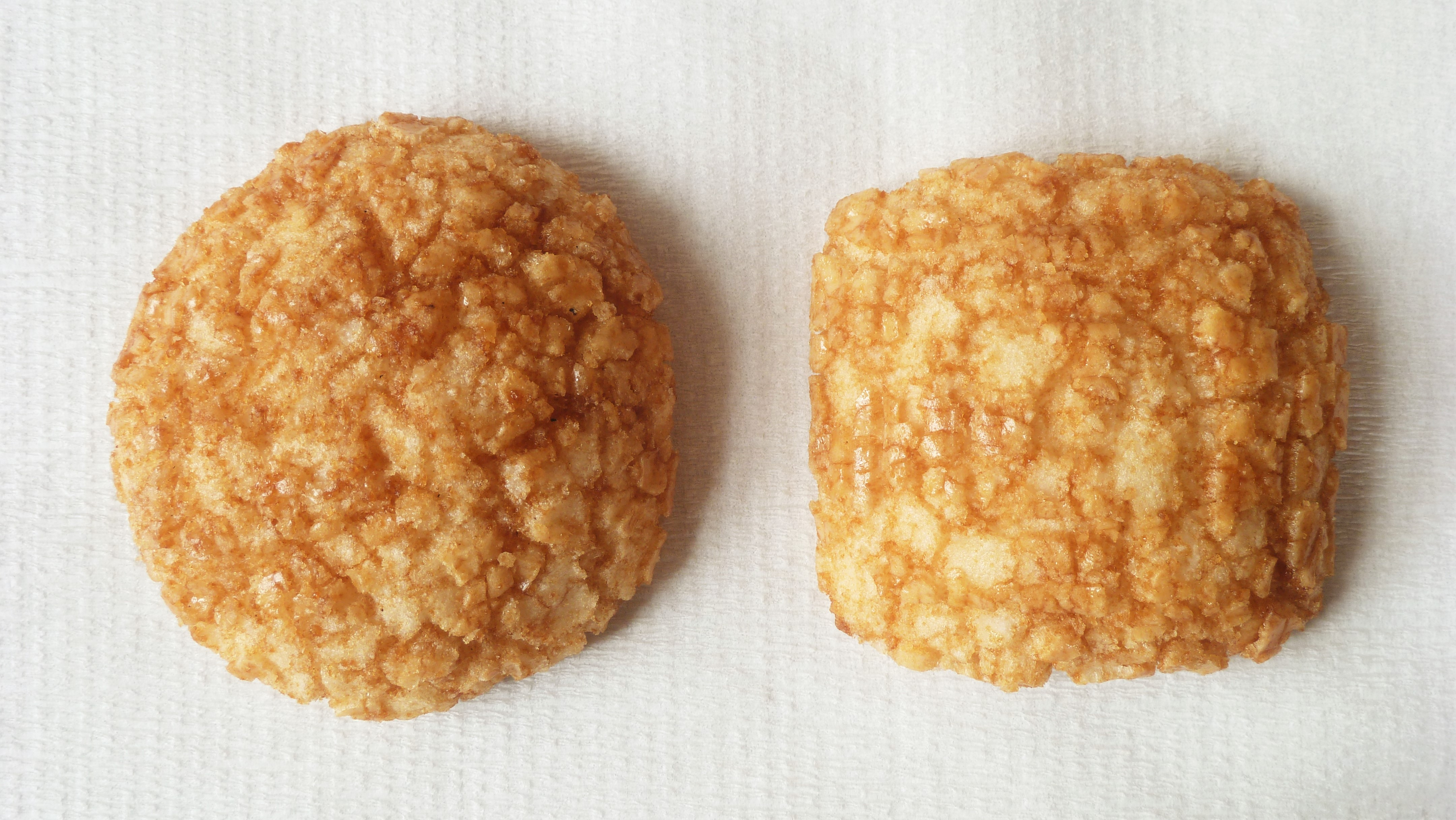
歌舞伎揚。右は四角いタイプ

  - 1960年に発売開始した[2]、同社の看板商品。古くから親しまれてきた「煎餅」と古くから親しまれてきた芝居「歌舞伎」の両方の伝統文化を伝えようと、せんべいの包装袋に歌舞伎の舞台で使用されている定式幕（緞帳、萌葱・柿・黒の三色で構成されている一番代表的な幕）の模様を取入れ、歌舞伎揚と命名。
  - 歌舞伎揚の表面には12種類の家紋デザインがランダムにあしらわれ、形は四角と丸の2種類が存在する。
  - 歌舞伎揚の売り上げの大半は東日本地域が占めているが、最近では大手小売チェーンのPBを中心に西日本にも展開している。
  - 2023年、WBCのために訪れたMLB公式のクレア記者が歌舞伎揚を絶賛したことがニュースとなった[3][4]。
  - 女優の芦田愛菜が子役時代に共演者から好きな食べ物を聞かれて「きゅうりと都こんぶと歌舞伎揚」と歌舞伎揚を好きな食べ物に挙げていた。

- 瑞夢（ずいむ）
  - 米を細かく丁寧に砕き、独自の製法で花開かせた口当たりのよい揚げせんべい。
  - えび味としょうゆ味の2種類がある。

- 古代米煎餅（こだいまいせんべい）
  - 古代米とは古代から栽培していた品種の特徴を受け継いだ米。濃厚な米の甘さと香ばしい香り、プチプチとした食感が特徴。
  - その他に国産うるち米・国産もち米・キヌア・黒ごまを配合し、美味しい中にヘルシー、香ばしい、食感楽しい、を詰め込んでいる。
  - 第25回全国菓子大博覧会（兵庫）にて名誉総裁賞受賞。
- 焼き煎餅
- おつまみ
- スナック菓子

## 事業所
- 本社・東京工場  - 〒208-0023 東京都武蔵村山市伊奈平2-17-2
- 東京工場直売所  - 〒208-0023 東京都武蔵村山市伊奈平2-17-2
- 岩手工場 - 〒029-4201 岩手県奥州市前沢古城字外ヶ沢65-5
- 矢吹工場 - 〒969-0265 福島県西白河郡矢吹町中畑南55-1
- 大阪営業所 - 〒577-0045 大阪府東大阪市西堤本通東1-1-1-810